# Férfi kajak kettes 10 000 méter az 1956. évi nyári olimpiai játékokon
Az 1956. évi nyári olimpiai játékokon a kajak-kenu férfi kajak kettes 10 000 méteres versenyszámát november 30-án rendezték a Wendouree-tóban.

## Eredmények

### Döntő
| Helyezés | Nemzet                                                     | Idő     | Mj |
| -------- | ---------------------------------------------------------- | ------- | -- |
| Arany    | Magyarország (HUN) · Urányi János · Fábián László          | 43:37,0 |    |
| Ezüst    | Egyesült Német Csapat (EUA) · Fritz Briel · Theodor Kleine | 43:40,6 |    |
| Bronz    | Ausztrália (AUS) · Dennis Green · Walter Brown             | 43:43,2 |    |
| 4.       | Svédország (SWE) · Hans Wetterström · Carl Sundin          | 44:06,7 |    |
| 5.       | Szovjetunió (URS) · Yevgeny Yatsinenko · Sergey Klimov     | 45:49,3 |    |
| 6.       | Csehszlovákia (TCH) · Miroslav Jemelka · Rudolf Klabouch   | 46:13,1 |    |
| 7.       | Finnország (FIN) · Yrjö Hietanen · Simo Kuismanen          | 46:40,4 |    |
| 8.       | Nagy-Britannia (GBR) · Brian Bullivant · Raymond Blick     | 47:03,7 |    |
| 9.       | Franciaország (FRA) · Maurice Graffen · Michel Meyer       | 47:12,8 |    |
| 10.      | Lengyelország (POL) · Jerzy Górski · Stefan Kapłaniak      | 47:21,5 |    |
| 11.      | Ausztria (AUT) · Alfred Schmidtberger · Hermann Salzner    | 49:03,7 |    |
| 12.      | Egyesült Államok (USA) · Edward Houston · Kenneth Wilson   | 51:25,8 |    |